# Taneyville (Misuri)
Taneyville es una villa ubicada en el condado de Taney en el estado estadounidense de Misuri. En el Censo de 2010 tenía una población de 396 habitantes y una densidad poblacional de 323,93 personas por km².

## Geografía
Taneyville se encuentra ubicada en las coordenadas 36°44′17″N 93°2′7″O / 36.73806, -93.03528. Según la Oficina del Censo de los Estados Unidos, Taneyville tiene una superficie total de 1.22 km², de la cual 1.22 km² corresponden a tierra firme y (0%) 0 km² es agua.

## Demografía
Según el censo de 2010, había 396 personas residiendo en Taneyville. La densidad de población era de 323,93 hab./km². De los 396 habitantes, Taneyville estaba compuesto por el 96.72% blancos, el 0% eran afroamericanos, el 0% eran amerindios, el 0% eran asiáticos, el 0% eran isleños del Pacífico, el 1.52% eran de otras razas y el 1.77% pertenecían a dos o más razas. Del total de la población el 3.03% eran hispanos o latinos de cualquier raza.